# Flipchart

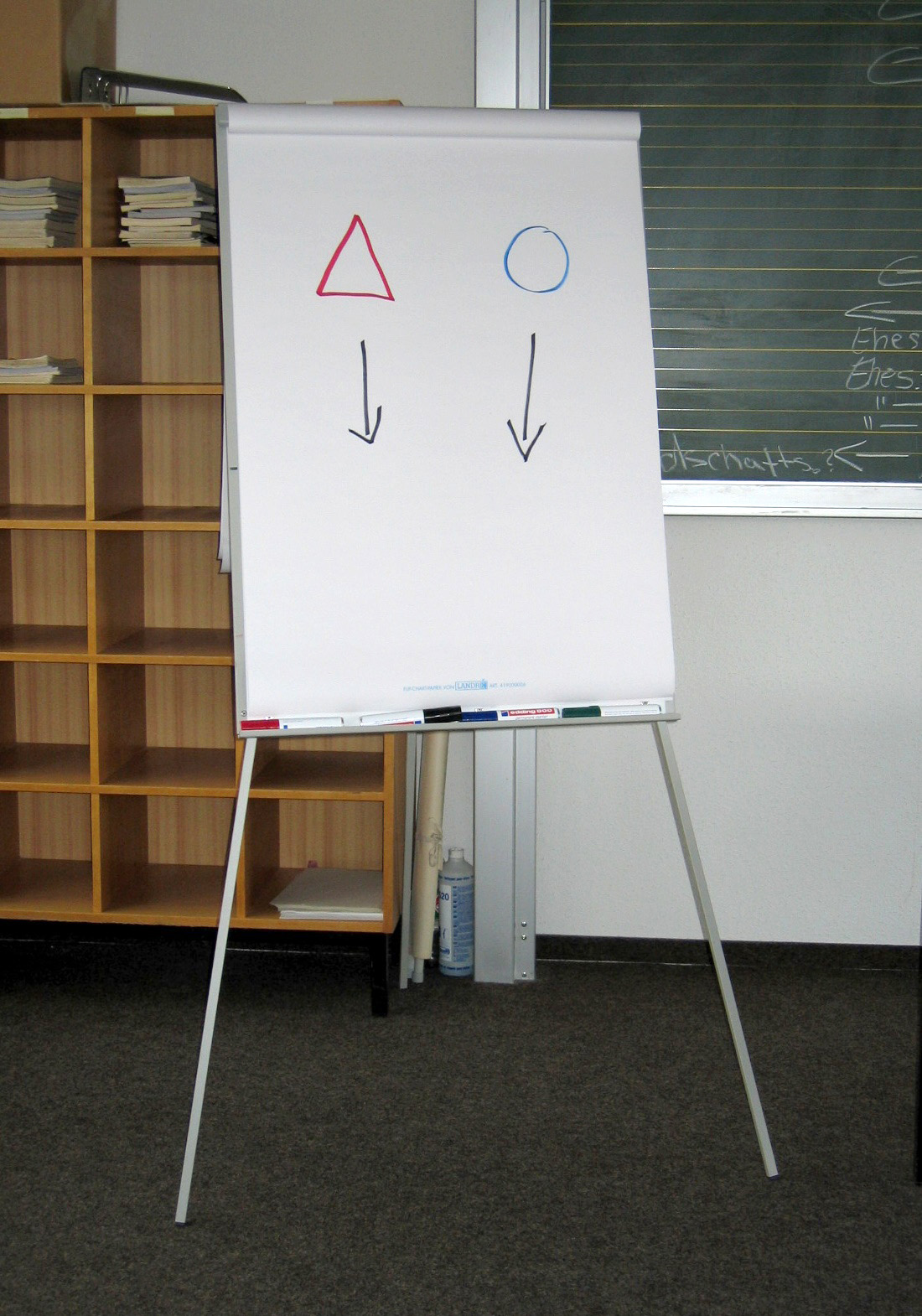
Flipchart

Flipchart ou bloco de cavalete (conhecido no Brasil como tripé ou cavalete) é um tipo de quadro, usado geralmente para exposições didáticas ou apresentações, em que fica preso um bloco de papéis. Deste modo, quando o quadro está cheio, o apresentador simplesmente vira a folha (em inglês, flip), sem perder tempo apagando o quadro.
É um recurso interessante em salas de reuniões de empresas, pois permite posteriormente criar-se um mural, na própria sala, com os dados apresentados.
Tem a vantagem de utilizar canetas ou marcadores de tinta, menos alergênicos que o giz, mas consome muito papel, o que tem reflexos sobre os problemas ambientais. 
Existem outras formas mais modernas e de apresentação que possam substitui-lo, como o data show.